# Kim Song-soon
Kim Song-soon (koreanisch 김송순; * 7. Juni 1940 in Pjöngjang) ist eine ehemalige nordkoreanische Eisschnellläuferin.

## Werdegang
Kim trat international erstmals bei der Mehrkampfweltmeisterschaft 1963 in Karuizawa in Erscheinung, wobei sie den 11. Platz im Mini-Mehrkampf errang. In der Saison 1963/64 belegte sie bei der Mehrkampfweltmeisterschaft 1964 in Kristinehamn den siebten Platz im Mini-Mehrkampf und bei den Olympischen Winterspielen 1964 in Innsbruck den siebten Rang über 3000 m sowie den vierten Platz über 1500 m. In den folgenden Jahren wurde sie bei der Mehrkampfweltmeisterschaft 1965 in Oulu Achte und bei der Mehrkampfweltmeisterschaft 1967 in Deventer Neunte im Mini-Mehrkampf. Ihren größten internationalen Erfolg hatte sie bei der Mehrkampfweltmeisterschaft 1966 in Trondheim. Dort gewann sie die Silbermedaille im Mini-Mehrkampf.

## Erfolge

### Olympische Spiele
- 1964 Innsbruck: 4. Platz 1500 m, 7. Platz 3000 m

### Mehrkampf-Weltmeisterschaften
- 1963 Karuizawa: 11. Platz Mini-Mehrkampf
- 1964 Kristinehamn: 7. Platz Mini-Mehrkampf
- 1965 Oulu: 8. Platz Mini-Mehrkampf
- 1966 Trondheim: 2. Platz Mini-Mehrkampf
- 1967 Deventer: 9. Platz Mini-Mehrkampf

## Persönliche Bestzeiten
| Disziplin | Zeit        | Datum            | Ort       |
| --------- | ----------- | ---------------- | --------- |
| 500 m     | 47,10 s     | 31. Januar 1968  | Pujon     |
| 1000 m    | 1:34,90 min | 22. Januar 1967  | Grenoble  |
| 1500 m    | 2:27,70 min | 31. Januar 1964  | Innsbruck |
| 3000 m    | 5:14,60 min | 13. Februar 1966 | Trondheim |